# クレープ (映画)
『クレープ』は、1993年公開の日本の中編映画。市川準監督、田代まさし主演。原作は伊集院静の同名小説で、同じく伊集院原作の『乳房』と二本立てで公開された。
公開後の1994年6月21日にVHSが発売されたが、DVD化は2021年現在されていない。

## キャスト
- 江津佑次：田代まさし
- 可葉子：南果歩
- みのり：堀江奈々
- 高沢：渡辺いっけい
- マスター：大久保鷹
- たか子：向井田彩子
- 優子：加倉井えり

## スタッフ
- 監督・脚本：市川準
- 原作：伊集院静『クレープ』
- 撮影：石井浩一
- 美術：山田好男
- 編集：普嶋信一
- 音楽：長谷川智樹
- 企画：中沢敏明、伊藤満
- プロデューサー：竹本克明、田辺隆史、室希太郎